# La Malédiction de la vallée des rois
Pour les articles homonymes, voir Awakening.
Pour plus de détails, voir Fiche technique et Distribution.
La Malédiction de la vallée des rois (The Awakening) est un film britannique réalisé par Mike Newell et sorti en 1980. Il s'agit du premier long métrage du réalisateur. Le scénario est une adaptation du roman Le Joyau des sept étoiles de Bram Stoker publié en 1903 et déjà porté plusieurs fois à l'écran

## Synopsis
En Égypte, un archéologue passionné et déterminé met au jour le sarcophage d'une déesse ayant soi-disant détenu des pouvoirs maléfiques lors de son vivant. Au même moment, sa femme donne naissance à une petite fille dans des conditions douloureuses. Lassée par les absences récurrentes de son mari, elle disparait avec l'enfant. Dix-huit ans plus tard, l'enfant devenu jeune femme désire connaître son père et se rend en Angleterre en quête de réponses. Dès lors, une menace surnaturelle va commencer à peser sur la famille.

## Fiche technique
- Titre français : La Malédiction de la vallée des rois
- Titre original : The Awakening
- Réalisation : Mike Newell
- Scénario : Chris Bryant (writer) (en), adapté du roman Le Joyau des sept étoiles de Bram Stoker
- Musique : Claude Bolling
- Photographie : Jack Cardiff
- Costumes : Phyllis Dalton
- Montage : Terry Rawlings
- Sociétés de production : EMI Films et Orion Pictures
- Société de distribution : Orion Pictures
- Pays de production :  Royaume-Uni
- Langue originale : anglais
- Format : Couleur - Dolby - 35 mm - 1.85:1
- Genre : fantastique
- Durée : 105 minutes

## Distribution
- Charlton Heston (VF : Jean-Claude Michel) : Matthew Corbeck
- Susannah York (VF : Jacqueline Cohen) : Jane Turner
- Stephanie Zimbalist (VF : Nathalie Schmidt) : Margaret Corbeck
- Jill Townsend (VF : Martine Messager) : Anne Corbeck
- Patrick Drury (VF : Joël Martineau) : Paul Whittier
- Bruce Myers (VF : Med Hondo) : Dr Khalid
- Nadim Sawalha (VF : Mostéfa Stiti) : Dr El Sadek
- Ian McDiarmid (VF : Bernard Murat) : Dr Richter
- Ahmed Osman : Yussef
- Miriam Margolyes : Dr Kadira
- Michael Mellinger : Hamid
- Leonard Maguire (VF : Jean Berger) : John Matthews
- Albert Moses

## Production
Le tournage a lieu en Égypte, notamment au Caire, à Louxor et dans la vallée des Rois, ainsi qu'en Angleterre (Londres, Lee International Film Studios, Cambridgeshire)